# Camilo (álbum en inglés)
Camilo es el decimocuarto álbum de estudio del cantautor español Camilo Sesto, el segundo bajo el sello RCA. Esta interpretado íntegramente en inglés. Cuenta con un dueto en el tema «Shoulder To Shoulder» con Judy Collins. 
Fue lanzado al mercado el 14 de septiembre de 1982 en Estados Unidos y Reino Unido por RCA Records, y el 8 de febrero de 1983 en Hispanoamérica y España también por RCA Records, siendo ambas versiones casi idénticas a excepción del tema «Shoulder To Shoulder» que es interpretado en solitario por Camilo Sesto.

## Listado de canciones

### Edición original de 1982 (EE.UU.)
- Álbum: Camilo
- Año de edición: 1982
- Productor y realizador: Harry Maslin
- Sello: RCA

1. "Can't Change Your Mind" - 3:54 (S. McClintock/D. Fertitta)
2. "Too Deep In Love" - 3:36 (Kerry Chater/Glen Ballard)
3. "There I Go Again" - 3:58 (Joe Walsh)
4. "Who Better Than I" - 3:47 (Camilo Blanes Cortés/John Parker/Brian Potter)
5. "Shoulder To Shoulder" - 3:40 (Henry Michael Gaffney) (con Judy Collins)
6. "Boats Against The Current" - 4:42 (Eric Carmen)
7. "Next Best Thing To Love" - 3:42 (Michael Price/Daniel Walsh)
8. "Here, There And Everywhere" - 3:35 (Lennon-McCartney)
9. "It's The Way You Do It" - 3:36 (Barry Fasman/Steve Sperry)

### Edición de 1983 (México, España y Alemania)
- Álbum: Camilo
- Año de edición: 1983
- Productor y realizador: Harry Maslin
- Sello: RCA
- "Can't Change Your Mind" - 3:50 (S. McClintock/D. Fertitta)
- "Too Deep In Love" - 3:35 (Kerry Chater/Glen Ballard)
- "There I Go Again" - 3:55 (Joe Walsh)
- "Who Better Than I" - 3:46 (Camilo Blanes Cortés/John Parker/Brian Potter)
- "Shoulder To Shoulder" - 3:39 (Henry Michael Gaffney) (Camilo Sesto)
- "Boats Against The Current" - 4:36 (Eric Carmen)
- "Next Best Thing To Love" - 3:42 (Michael Price/Daniel Walsh)
- "Here, There And Everywhere" - 3:33 (John Lennon-Paul McCartney)
- "It's The Way You Do It" - 3:39 (Barry Fasman/Steve Sperry)

## Personal
- Mike Bard, Rich Shlosser - Batería
- Snuffy Walden - Guitarra solista
- Lee Ritenour, Mitch Holder, Greg Poree, Tim May - Guitarras
- Andy Muson - Bajo
- Tom Hensley - Piano
- Bill Wolfer - Sintetizadores
- Sid Sharp Strings - Instrumentos de cuerda
- Barry Fasman, Harry Maslin - Arreglos

- Harry Maslin - Producción e Ingeniería de sonido.
- David Shortt - Dirección de arte y diseño de indumentaria.
- Michael Hoppen - Fotografía
- Leaderline Artists Ltd. - Ilustración